# Comté de Bellechasse
Pour les articles homonymes, voir Bellechasse (homonymie).
Le comté de Bellechasse était un comté municipal du Québec ayant existé entre 1855 et le début des années 1980. Le territoire qu'il couvrait est aujourd'hui compris dans la région administrative de Chaudière-Appalaches, et couvrait une partie des MRC de Bellechasse et des Etchemins. Son chef-lieu était la municipalité de Saint-Raphaël.

## Municipalités situées dans le comté
- Armagh (détaché de Saint-Cajetan-d'Armagh en 1950[2])
- Honfleur
- La Durantaye (appelé Saint-Gabriel-Archange à sa création en 1910; renommé La Durantaye en 1913[3])
- Notre-Dame-Auxiliatrice-de-Buckland
- Saint-Cajetan-d'Armagh (fusionné à Armagh en 1993[2])
- Saint-Camille-de-Lellis
- Saint-Charles-de-Bellechasse
- Saint-Cyprien
- Saint-Damien-de-Buckland
- Sainte-Justine (créé en 1869 sous le nom de municipalité du canton de Langevin; renommé Sainte-Justine en 1891[4])
- Sainte-Sabine
- Saint-Étienne-de-Beaumont (renommé Beaumont en 1998[5])
- Saint-Lazare-de-Bellechasse
- Saint-Magloire
- Saint-Michel (renommé Saint-Michel-de-Bellechasse en 1992[6])
- Saint-Nérée
- Saint-Philémon (créé en 1867 sous le nom de municipalité du canton de Mailloux; renommé Saint-Philémon en 1893[7])
- Saint-Raphaël
- Saints-Gervais-et-Protais (renommé Saint-Gervais en 1991[8])
- Saint-Vallier

## Formation
Le comté de Bellechasse comprenait dans sa partie nord une partie des seigneuries de Bellechasse, de Beaumont, de La Durantaye, de Péan et de La Martinière, et dans sa partie sud les cantons de Armagh, Bellechasse, Buckland (en partie), Daaquam, Langevin et Mailloux.